# Filimanus perplexa
Filimanus perplexa és una espècie de peix marí pertanyent a la família dels polinèmids.

## Descripció
- Pot arribar a fer 16 cm de llargària màxima.
- 11 radis tous a l'aleta dorsal i 13-15 a l'anal.
- 7 filaments pectorals, alguns dels quals s'estenen més enllà del punt mitjà de l'aleta anal.[4][5]
- És un peix marí, demersal i de clima tropical (10°N-9°S, 96°E-116°E)[6][4] que es troba al Pacífic occidental central a Indonèsia i a la província de Phuket a Tailàndia.[4][7]
- És inofensiu per als humans.[4]